# Los Mockers
Los Mockers, cuyo nombre español, es Los Burladores; es una banda de rock and roll y beat, formada en Montevideo, Uruguay en 1963. Al igual que sus compatriotas, Los Shakers; fueron furor en América Latina y España,  sus canciones hoy son consideradas como clásicas, las nuevas generaciones de uruguayos y argentinos muestran renovado interés por esta banda. 
Fueron parte del movimiento Invasión uruguaya. Aunque ellos formaban parte del género beat, sus influencias se asemejaban al grupo británico The Rolling Stones y The Animals; y muchas de sus canciones eran cantadas completamente en inglés. La formación original se disolvió en el año 1967.
La agrupación volvió a los escenarios en el año 2006, como modo de recuerdo.

## Historia
Surgen en 1963, entre estudiantes de 16 años del Liceo Zorrilla de Montevideo.  
Adaptando primero algunos temas de Los Beatles que en plena beatlemanía se imponían y luego de bandas como los Rolling Stones o The Animals.  
A fuerza de rythm & blues la banda empieza a tocar en La Cueva, bailes estudiantiles y en vivo en la T.V, a la vez que empiezan a surgir sus primeras composiciones en inglés. 
El nombre surge del enfrentamiento que había entre mods y rockers en Inglaterra. Cuenta la leyenda que en una conferencia de prensa le preguntaron a Ringo Starr si era mod o rocker, a lo que el baterista contestó: “I’m a moker”, que además significa burlón.
El primer trabajo discográfico de la banda fue un simple, editado en el año 1964, bajo el título «Es difícil callar» y «Horas, días y noches», registrados en los estudios de Radio Ariel, de Montevideo. Antes de llamarse como Los Mockers, se llamaban originalmente Los Encadenados. 
Al optar con su nombre definitivo, grabaron el primer simple, en abril y septiembre del año 1966, y registraron los temas «Quiero irme» y «Nena mía», que contrariamente a lo que se estilaba en ese momento no fueron incluidos en el LP que se editaría posteriormente. Un mes después editaron su segundo sencillo, titulados «Empty Haren»/«Let me try again».
El tercer sencillo de la agrupación, «Captain Grey»/«Confusion»; fueron editados a mediados de 1967, para potenciar las ventas del álbum. Aunque el tecladista Esteban Hirshfield, ya había abandonado la formación, viajó desde Montevideo para participar de la grabación.
Definitivamente sin Hirshfield, cambiaron de compañía y ésta presionó para que grabaran en castellano. Mockers II, finalmente, tuvo un lado en castellano y el otro en inglés.
Regresarían a Buenos Aires, para una serie de programas en Canal 9. La compañía grabadora, les propone volver a grabar con la condición que cambiaran su nombre original y ante la negativa del cuarteto, quedaron sin ningún contrato. Con poco trabajo y problemas económicos, surgen los conflictos internos entre sus integrantes.; el vocalista Polo Pereira, fue separado del grupo y reemplazado rápidamente por el pianista y cantante Carlos Franzeti.
Con los años fueron editadas varias recopilaciones de toda la discografía de Los Mockers. Entre ellas: The Original Recordings 1965-1967 y Complete Recordings.
El 23 de septiembre de 2006, a cuarenta años de las primeras grabaciones de la banda; Los Mockers se reunieron en Valencia (España), para concretar presentaciones a modo de recuerdo, con todos sus integrantes originales, a excepción de Beto Freigedo, quien falleció en un accidente de tránsito a comienzos en 1972 en Montevideo.
En 2012 se publica en Uruguay, Argentina y España “Do it again”, un nuevo álbum con las grabaciones de 2006 y versiones de sus temas interpretadas por bandas uruguayas, argentinas, españolas y estadounidenses.

## Discografía
- Los Mockers (1966)
- Quiero irme/Nena mía (simple) (1966)
- Empty Haren/Let me try again (simple) (1966)
- Captain Grey/Confusion (simple) (1967)
- Los Mockers II (1968)
- Do It Again (2012)